# Eishockey-Eredivisie (Niederlande) 1945/46
Die Saison 1945/46 war die erste Spielzeit der Eredivisie, der höchsten niederländischen Eishockeyspielklasse. Meister wurde zum ersten Mal in der Vereinsgeschichte überhaupt H.H.IJ.C. Den Haag.

## Hauptrunde

### Tabelle
|    | Klub                |
| -- | ------------------- |
| 1. | H.H.IJ.C. Den Haag  |
| ?  | T.IJ.S.C. Tilburg   |
| ?  | A.IJ.H.C. Amsterdam |

Sp = Spiele, S = Siege, U = Unentschieden, N = Niederlagen